# Hoàng Quy
Hoàng Quy (1926 – 2009) là đảng viên Đảng Cộng sản Việt Nam, Chính khách Việt Nam, Ủy viên Ban Chấp hành Trung ương Đảng Cộng sản Việt Nam các khóa V, khóa VI, Bộ trưởng Tài chính Việt Nam.
Ông sinh năm 1926 quê ở huyện Ân Thi, tỉnh Hưng Yên.

## Hoạt động cách mạng trong 2 cuộc kháng chiến
Từ năm 1947 ông là Bí thư tỉnh ủy và đã có những đóng góp quan trọng trong sự nghiệp xây dựng cơ sở, căn cứ cách mạng vùng địch hậu những năm 1947 - 1949; lãnh đạo Đảng bộ và nhân dân Lào Cai chiến đấu và giành thắng lợi trong chiến dịch Lê Hồng Phong, giải phóng tỉnh Lào Cai năm 1950.
Năm 1951 ông tiếp tục được bầu làm Bí thư Tỉnh ủy Lào Cai (nhiệm kỳ đến năm 1959), Chính trị viên Tỉnh đội.
Sau đó ông giữ chức vụ Phó Bí thư tỉnh ủy Phú Thọ.
Năm 1968, khi sáp nhập 2 tỉnh Vĩnh Phúc và Phú Thọ thành tỉnh Vĩnh Phú, ông được bầu làm Phó Bí thư thường trực Tỉnh ủy Vĩnh Phú, phụ trách công tác dân vận. Ông ủng hộ chủ trương khoán hộ của Bí thư Kim Ngọc..
Năm 1977 - 1983, ông được bầu làm Bí thư Tỉnh ủy Vĩnh Phú thay cho ông Kim Ngọc.. Ông cho thực hiện chủ trương khoán rừng để nhân dân trồng rừng có thêm thu nhập, bảo vệ được tài nguyên rừng.
Năm 1982, ông được bầu làm Ủy viên Ban Chấp hành Trung ương.
Năm 1983 ông chuyển công tác về Hà nội, được bổ nhiệm làm Bộ trưởng, Phó Chủ nhiệm thứ nhất Ủy ban Kế hoạch Nhà nước 
.
Năm 1987 ông được bổ nhiệm làm Bộ trưởng Bộ Tài chính thay cho ông Vũ Tuân 
Năm 1992: Phó chủ tịch hội đồng tài chính tiền tệ nhà nước.
1997: Nghỉ hưu

## Khen thưởng
Năm 2008 ông được trao tặng Huân chương Độc lập hạng Nhất .
Năm 2014, tại Thành phố Lào Cai, tỉnh Lào Cai đã đặt tên đường Hoàng Quy .